# Ricardo Ferreira Berna
Ricardo Ferreira Berna o simplemente Ricardo Berna (Brasil, 11 de junio de 1979) es un exfutbolista que se desempeñaba como Portero brasileño de dilatada carrera que actuó en diferentes clubes del Campeonato Brasileño de fútbol.

## Trayectoria
Empezó su carrera futbolística en Vegalta Sendai (Japón) en 1998, luego fue trasferido al Guarani SP hasta mediados del 2000 en que fue transferido al América MG, en 2002 fue transferido alUnião São João, en 2003 a la Portuguesa (estos últimos clubes todos de Brasil).
Empezando el año 2004 vuelve al América MG. En el año 2005 fue transferido al Fluminense, hasta 2013 que pasa a jugar en el Náutico de Recife, para en 2015 volver a Río de Janeiro entrando a formar parte del Macaé durante una temporada que acaba a final de año en que se transfiere para el Fortaleza donde sufre un accidente importante, en 2016 deja el club y vuelve a la  Portuguesa donde juega todo 2017 para retirarse en 2018 en el Taboão da Serra.

## Clubes
| Club           | País   | Año         |
| -------------- | ------ | ----------- |
| Vegalta Sendai | Japón  | 1998 - 1998 |
| Guarani SP     | Brasil | 1998 - 2000 |
| América MG     | Brasil | 2000 - 2002 |
| União São João | Brasil | 2003 - 2003 |
| Portuguesa     | Brasil | 2003 - 2003 |
| América MG     | Brasil | 2004 - 2004 |
| Fluminense     | Brasil | 2005 - 2013 |
| Náutico        | Brasil | 2013 - 2014 |
| Macaé          | Brasil | 2015 - 2015 |
| Fortaleza      | Brasil | 2015 - 2016 |
| Portuguesa     | Brasil | 2017 - 2017 |
| Taboão         | Brasil | 2018 - 2018 |

- Datos: Q7322559